# Dezider Kardoš
Dezider Kardoš (Nadlice, 23 dicembre 1914 – Bratislava, 18 marzo 1991) è stato un compositore slovacco.

## Biografia
Dopo il ginnasio fu ammesso all'accademia musicale-drammatica del Conservatorio di Bratislava, dove dal 1933 al 1937 studiò composizione sotto la guida di Alexander Moyzes. Inoltre frequentò lezioni di scienza musicale, di estetica e di storia dell'arte alla facoltà di filosofia dell'Università Comenio di Bratislava. Proseguì gli studi di composizione alla scuola di perfezionamento di Vítězslav Novák al Conservatorio di stato di Praga.
Dopo aver completato gli studi trovò impiego come direttore del dipartimento musicale della Radio slovacca a Prešov. Dal 1945 si trasferì a Košice, con l'incarico di direttore del dipartimento musicale della Radio cecoslovacca. Durante la sua permanenza nella Slovacchia orientale si dedicò allo studio delle canzoni popolari della regione, che nello stesso periodo sfruttò come fonte d'ispirazione per le sue composizioni. 
Nel 1951 le opportunità di impiego, ma anche una graduale evoluzione delle sue tendenze di compositore lo portarono a Bratislava. Inizialmente trovò impiego come direttore del dipartimento di creatività popolare della Radio cecoslovacca. In seguito divenne primo direttore dell'Orchestra filarmonica slovacca (1952 – 1955). Infine, fino al 1963 fu presidente dell'Unione dei compositori slovacchi. Affiancò quest'attività con quella di insegnante alla facoltà di musica dell'Alta scuola di arti musicali di Bratislava. Negli anni 1970 è protagonista della scuola di composizione slovacca. Per la sua produzione nel 1975 lo Stato gli conferì il titolo di artista nazionale.  
Basò la sua produzione su elementi della musica popolare slovacca e tra le fonti di ispirazione compaiono anche espressioni d'amore per la sua terra natale. Si ispirava principalmente alle canzoni e alle melodie della Slovacchia orientale, ma anche a varie tendenze espressive della moderna tecnica da camera. Come sinfonista, Kardoš sviluppò un tipo epico-drammatico di sinfonismo contemporaneo con alcuni elementi di musica a programma.

## Opere (selezione)

### Per orchestra sinfonica
- Allegro sinfonico (Finale) op. 4 (1937)
- Sinfonia n. 1 op. 10 (1942)
- Preludio sinfonico quasi sinfonia 'Moja rodná' ("Mia natia") op. 14 (1946, riveduto 1985)
- Preludio per orchestra sinfonica op. 16 (1947)
- Scena di danze della Slovacchia orientale op. 20 (1949)
- Preludio slovacco-orientale op. 22 (1951)
- Due scene di danza per il Collettivo slovacco di arte popolare op. 24 (1952)
- Sinfonia n. 2‚ 'O rodnej zemi' ("Sulla terra natia") op. 28 (1955)
- Concerto per orchestra op. 30 (1957)
- Ballata eroica (1959)
- Sinfonia n. 3 (1961)
- Sinfonia n. 4 'Piccola' op. 34 (1962)
- Concerto per orchestra d'archi op. 35 (1963)
- Sinfonia n. 5 op. 37 (1964)
- Concerto per pianoforte e orchestra n. 1 op. 40 (1969)
- Res philharmonica op. 41 (1971)
- Sinfonia n. 6 op. 45 (1974)
- Slovakofónia op. 46 (1976)
- Sinfonietta domestica op. 50 (1979)
- Preludio bratislaviano op. 52 (1981)
- Concerto filarmonico op. 57 (1990)
- Concerto per pianoforte e orchestra n. 2, op. post. (terminato e riveduto da Vladimír Bokes nel 1994)

### Per soli, coro e orchestra
- Cantata di pace op. 21b (1950)
- Canzone dei bambini felici (1951)
- L'operaia specializzata (1951)
- Saluto alla grande terra op. 25 (1953)
- Inno della gioventù libera (1956)
- Sinfonia n. 7 op. 53 (1984)

### Musica da camera
- Suite per pianoforte n. 1 op. 1 (1934)
- Canzoni d'amore op. 2 (1935, rivedute 1966)
- Quartetto d'archi n. 1 op. 3 (1936)
- Suite per pianoforte n. 2 op. 5 (1937)
- Quintetto per fiati op. 6 (1938, riveduto 1978)
- Studi per pianoforte op. 15 (1947)
- Bagatelle op. 18 (1948)
- Composizioni pianistiche per la gioventù op. 27 (1956)
- Preludio quasi una fantasia (1960)
- Quartetto d'archi n. 2 op. 38 (1966)
- Elevazioni per organo da concerto op. 39a (1968)
- Canti di vita op. 44 (1973)
- Concerto per quintetto di fiati op. 47 (1977)
- Quartetto d'archi n. 3 op. 49 (1978)
- Musica rustica slovacca (1979)
- Quartetto d'archi n. 4 op. 54 (1985)
- Partita per viola solista op. 56 (1988)
- Quartetto d'archi n. 5 op. 58 (1991)

### Adattamenti di musica tradizionale
- Quattro canzoni dei banditi slovacchi (1937)
- Quattro canzoni tradizionali slovacche op. 7 (1938)
- Canti della Slovacchia orientale op. 8 (1939)
- V Zemplíne spievajú op. 9 ("Nello Zemplín cantano", 1940)
- Canti del villaggio op. 12 (1944)
- Canti natalizi della Slovacchia orientale op. 13b (1945)
- Canti e danze della Slovacchia orientale op. 19a (1948)
- Canti della Slovacchia orientale op. 17 (1948)
- Partizánska a Čapajevská op. 19 (1949)
- Canti della Slovacchia orientale (Sei canzoni tradizionali slovacche) op. 21a (1950)
- Morena (1952)
- Na Prešporku, Dunaju op. 29a ("A Presburgo, il Danubio", 1957)
- Ľecela páva op. 29a ("È volata la pavona", 1957)
- Či ma tu pobočkáš op. 29a ("Se tu qui mi baci", 1957)
- Due canzoni della Slovacchia orientale op. 31b (1961)
- Due canzoni della Slovacchia orientale op. 36b (1964)
- Tre antiche canzoni della Slovacchia orientale op. 42b (1971)
- Tre canti dello Zemplín op. 42a (1972)
- Tre impressioni della Slovacchia orientale op. 42c (1973)
- Ľúbostné a dievčenské hry z východného Slovenska ("Giochi d'amore e di fanciulle della Slovacchia orientale", 1977)

### Corali
- Ciclo di cori di voci bianche (1937)
- Due cori maschili (1940)
- Zem moja rodná op. 19b ("Terra mia natia", 1949)
- Nech žije 1. Máj ("Viva il Primo maggio", 1952)
- Pozdrav op. 31/c ("Saluto", 1961)
- Spev o láske op. 39b ("Canzone d'amore", 1967)
- Októbrové poémy op. 48 ("Poesie d'ottobre", 1977)

### Musica per la radio
- Pomätená op. 13a ("La pazza", 1945)

### Colonne sonore
- Umelé vlákna (1943), regista Paľo Bielik
- Svit op. 11 ("Luce", 1943)
- Dúha nad Slovenskom op. 23 ("Arcobaleno sopra la Slovacchia", 1952), regista Vladimír Bahna
- Povstanie v Martine ("Insurrezione partigiana a Martin", 1954)